# Ozero Betskoje
Ozero Betskoje (ryska: Озеро Бецкое) är en sjö i Belarus.   Den ligger i voblasten Vitsebsks voblast, i den norra delen av landet, 180 km norr om huvudstaden Minsk. Ozero Betskoje ligger 128 meter över havet. Arean är 0,24 kvadratkilometer. Den sträcker sig 0,7 kilometer i nord-sydlig riktning, och 0,6 kilometer i öst-västlig riktning.
I omgivningarna runt Ozero Betskoje växer i huvudsak blandskog. Runt Ozero Betskoje är det ganska tätbefolkat, med 72 invånare per kvadratkilometer.